# Зловити/повторити

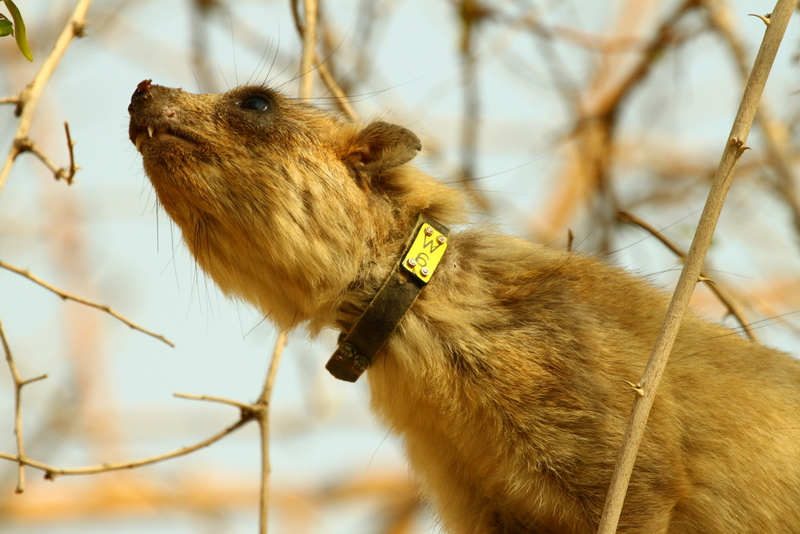
Позначений нашийником даман капський

Зловити/повторити — це метод, що часто використовується в екології, щоб оцінити популяцію тварин. Частину популяції відловлюють, позначають і відпускають. Пізніше, відловлюють іншу частину популяції і підраховують кількість особин позначених потрібною позначкою. З того, що кількість позначених особин у другій вибірці має бути пропорційна кількості позначених особин у всій популяції робиться висновок про розмір усієї популяції.

## Запис
Нехай
N = Кількість тварин у популяції
n = Кількість тварин позначених під час перших відвідин
K = Кількість тварин зловлених під час других відвідин
k = Кількість позначених серед зловлених під час других відвідин
Біолог бажає оцінити розмір популяції черепах в озері. Вона ловить 10 черепах і позначає їх. Тиждень по тому вона повертається і ловить 15 черепах. П'ять з цих 15 черепах мають її позначку, що показує, що вона виловила їх повторно. Тут (n, K, k) = (10, 15, 5). Задача полягає в оцінці N.

## Оцінка Лінкольна-Пітерсона
Метод Лінкольна-Пітерсона (також відомий як Petersen–Lincoln index або Індекс Лінкольна) можна використати для оцінки розміру популяції, якщо робляться тільки два візити до зони вивчення. Цей метод припускає, що популяція «замкнена»[джерело?]. Іншими словами, два візити досить близькі в часі, тож особини не вмирають, не народжуються, не переселяються в інші зони чи з інших зон між візитами. Модель також припускає, що позначки не спадають з тварин між візитами і, що дослідник правильно записує всі позначки.
За цих умов, оцінка розміру популяції така:
{\displaystyle {\hat {N}}={\frac {Kn}{k}},}

### Приклад обчислень
У наведеному прикладі (n, K, k) = (10, 15, 5) метод Лінкольна-Пітерсона оцінює, що в озері живе 30 черепах.
{\displaystyle {\hat {N}}={\frac {Kn}{k}}={\frac {10\times 15}{5}}=30}